# أبو علي القالي
أبو علي إسماعيل بن القاسم البغدادي القالي (288هـ-356هـ) مؤلف وعالم عربي مسلم، نشأ في المشرق ثم انتقل إلى الأندلس.

## سيرته
ولد أبو علي إسماعيل بن القاسم بن عيذون بن هارون بن عيسى بن محمد بن سلمان القالي في ملازغرد في مدينة ديار بكر عام 288 هـ جده سلمان كان مولى لمحمد بن عبد الملك بن مروان. وفد إلى بغداد عام 303 هـ في صحبة قوم في قرية «قالي قلا» من أعمال أرمينية، فنُسب إليها. تتلمذ على يد كلٍ من من أبي القاسم البغوي وأبي سعيد الحسن بن علي العدوي وأبي بكر بن أبي داود السجستاني وابن دريد وأبي إسحاق الزجاج ونفطويه وابن الأنباري وابن درستويه.

### انتقاله إلى المغرب
ثم رحل أبو علي القالي إلى الأندلس فدخل قرطبة في 27 شعبان 330 هـ في عهد الخليفة عبد الرحمن الناصر لدين الله. وفي زمن إقامته في الأندلس، أدناه ولي العهد الحكم منه، وأغدق عليه المال لينشّطه على التأليف. وقد انتشر علمه فيها، وروى عنه عبد الله بن الربيع التميمي وأبي بكر الزبيدي وأحمد بن أبان بن سيد. كما ألف القالي العديد من التصانيف أشهرها كتاب الأمالي وهو كتاب في نوادر الأخبار والأشعار، و«البارع في اللغة» و«المقصور والممدود والمهموز» و«الأمثال» و«الإبل ونتاجها» و«مقاتل الفرسان» و«في حلي الإنسان والخيل وشياتها» و«فعلت وأفعلت» وكتاب في شرح المعلقات، و«تفسير السبع الطوال».

## وفاته
توفي بقرطبة في 7 جمادى الأولى 356 هـ.